# Lauri Törni
Lauri Allan Törni, född 28 maj 1919 i Viborg, Finland, död 18 oktober 1965 i Vietnam, var en finsk löjtnant (senare kapten) under vinterkriget och fortsättningskriget. Under Lapplandskriget var han ovillig att delta i krigshandlingar mot det tidigare allierade Nazityskland; han lyckades hoppa över till fiendens tjänst, vilket senare resulterade i en dom för landsförräderi. Han är känd för att ha varit officer under tre olika flaggor – Finland, Tredje riket och USA.

## Biografi
År 1938 avbröt Törni sina studier och gick med i den finska armén. Under vinterkriget (1939–1940) kämpade han på fronten vid Ladogakarelen. Efter vinterkrigets slut reste han till Tyskland på uppdrag av finska armén och enrollerades i Waffen-SS. Han återvände hem efter en tid. Skälen var hans dåliga kunskaper i tyska och att han värvats som befäl, av vilka det fanns ett överskott i den aktuella enheten.
Under fortsättningskriget (1941–1944) engagerades Törnis enhet bakom fiendens linjer och blev fruktad av ryska soldater för sina militära prestationer. Han utsågs till Mannerheimriddare 1944. Efter fortsättningskriget, då Finland, allt enligt stilleståndsavtalet med Sovjetunionen, inlett utdrivning av tyska trupper ur Lappland, reste Törni till Tyskland för ytterligare utbildning, där planen var att skapa ett embryo till en finsk motståndsrörelse för fortsatt kamp mot en eventuell sovjetrysk ockupation av Finland. Fastän Törni inte direkt deltog i striderna mot Finland, inföll hans handling klart under brottsrubriceringen landsförräderi, eftersom Finland då befann sig i brinnande krig mot Tyskland. En tid efter överhoppandet hamnade Törni i brittisk fångenskap och han dömdes senare i Finland för sitt nazityska engagemang. Domen blev fängelse i sex år, förlust av medborgerligt förtroende i fyra år samt förlust av hans finska militärgrad (vilken inte heller påverkades av en senare benådning).
Efter flykt via Sverige och Venezuela, och senare finsk benådning, blev Törni amerikansk medborgare och bytte namn till Larry Thorne. Han tog ånyo värvning och tjänstgjorde i amerikanska armén som officer där han nådde majors grad. Thorne kommenderades till Vietnam inom det av president Kennedy nyuppsatta US Army Special Forces, det vill säga "gröna baskrarna". Hans helikopter försvann i Vietnam den 18 oktober 1965.
Törnis kvarlevor påträffades 1999 och han begravdes 2003 på Arlingtonkyrkogården i Virginia.

## Galleri

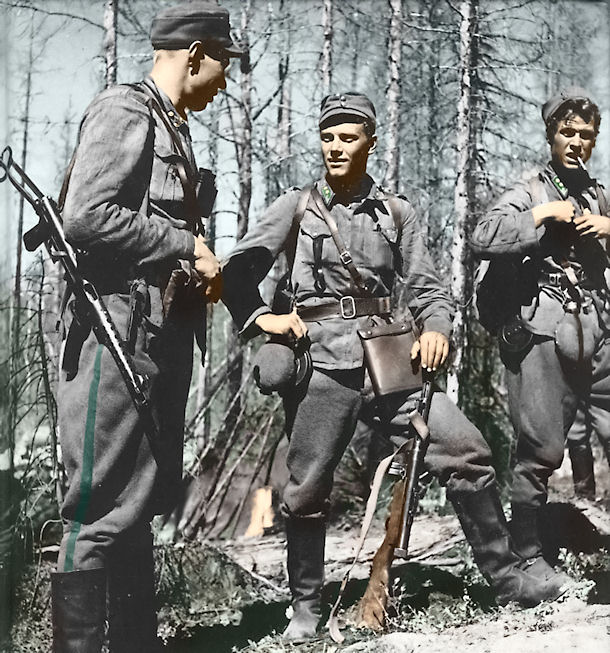
Lauri Törni, finska armén
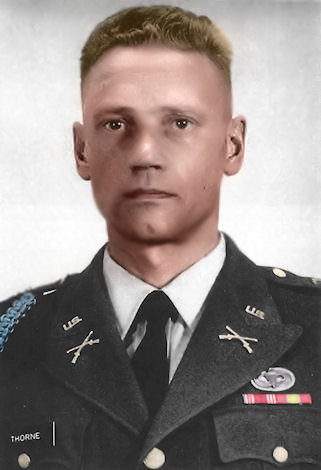
Larry Thorne, US Army

## Populärkultur
Det var Larry Thorne som var förebilden för John Waynes rollfigur Sven Kornie i filmen De gröna baskrarna från 1968 enligt boken Green berets författare Robin Moore.
Lauri Törni omsjungs i sången "Soldier of 3 Armies" på albumet Heroes av power metal-bandet Sabaton.